# Krzyżownica zwyczajna
Krzyżownica zwyczajna, krzyżownica pospolita (Polygala vulgaris L.) – gatunek rośliny wieloletniej z rodziny krzyżownicowatych. Występuje niemal w całej Europie. W Polsce opisywany jest jako rozpowszechniony na całym obszarze. Rośnie na siedliskach ubogich, zwykle w niskiej darni trawiastej. Ustępuje w wyniku intensyfikacji rolnictwa – źle znosi nawożenie. Jest gatunkiem bardzo zmiennym i typowym dla rodzaju krzyżownica Polygala. Bywa wykorzystywany w ziołolecznictwie ludowym oraz jako substytut herbaty. Wierzono, że poprawia mleczność krów, co znalazło odzwierciedlenie w nazwach zwyczajowych w wielu językach europejskich oraz nazwie naukowej rodzaju. 

## Rozmieszczenie geograficzne
Gatunek europejski – rozpowszechniony na znacznej części kontynentu. Zwarty zasięg obejmuje Europę Zachodnią wraz z Półwyspem Iberyjskim, Wyspami Brytyjskimi i Owczymi. Najdalej na zachód sięga po Azory. Na południu zasięg obejmuje Półwysep Apeniński i Bałkański, ale na południu Włoch i Grecji występuje rzadko, na rozproszonych stanowiskach. Pojedyncze stanowiska ma także na Sardynii i Korsyce oraz w Azji Mniejszej. Podawany bywa też z północnej Afryki, co jednak uznawane jest za błąd. Wschodnia granica zasięgu obejmuje Rumunię i zachodnią Ukrainę, Białoruś i sięga po rejon Moskwy. Północna granica zasięgu zwartego biegnie w kierunku Zatoki Ryskiej i przecina Półwysep Skandynawski w połowie. Na izolowanych stanowiskach gatunek rośnie dalej na północ wzdłuż wybrzeży Norwegii (sięgając do 68° szerokości północnej), wokół Zatoki Fińskiej i w północnej Rosji po Peczorę.
Jako gatunek introdukowany występuje w Ameryce Północnej w Oregonie i rejonie Wielkich Jezior oraz w Nowej Zelandii.
W Polsce opisywany jest jako wszędzie częsty lub pospolity. Według atlasu rozmieszczenia roślin w Polsce gatunek rośnie powszechnie w południowej części kraju (Dolny Śląsk, Lubelszczyzna, południowe Podlasie, cały pas wyżyn i pogórza), podczas gdy w środkowej i północnej części kraju lokalnie bywa rzadszy lub niemal brak go zupełnie (np. na Równinie Goleniowskiej, Pojezierzu Krajeńskim i Chodzieskim, na Żuławach i Wysoczyźnie Płońskiej).

## Morfologia

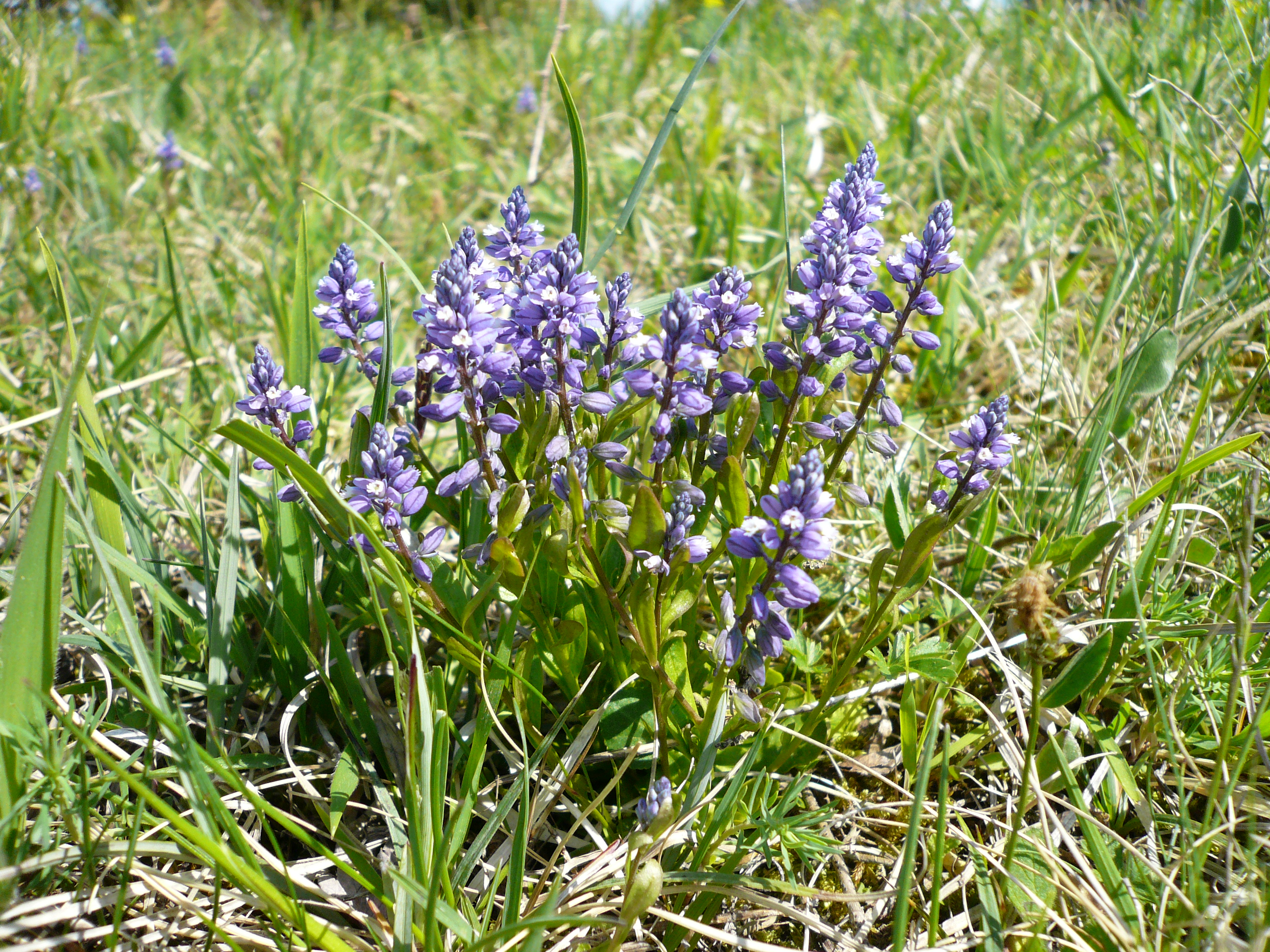
Pokrój roślin kwitnących

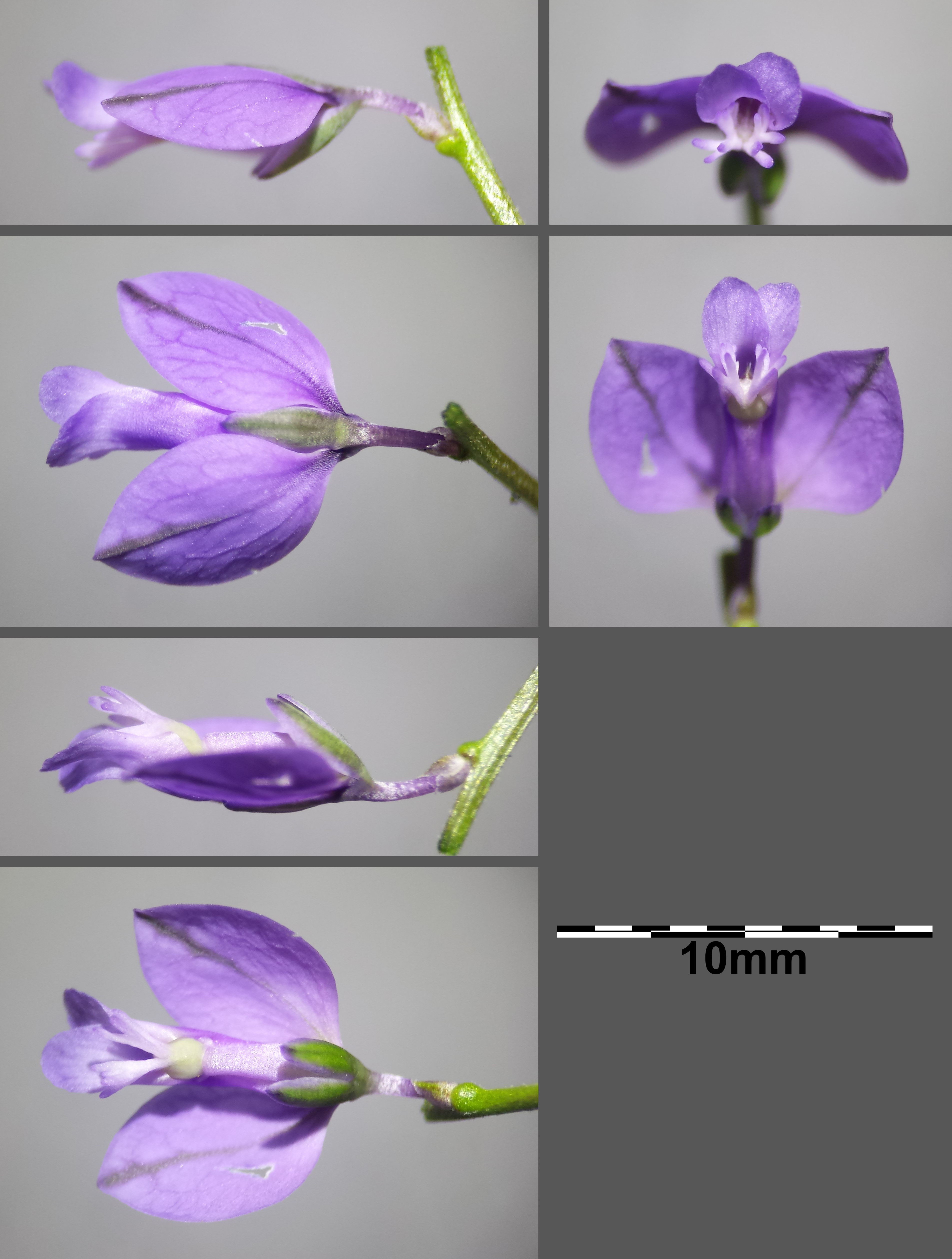
Budowa kwiatu

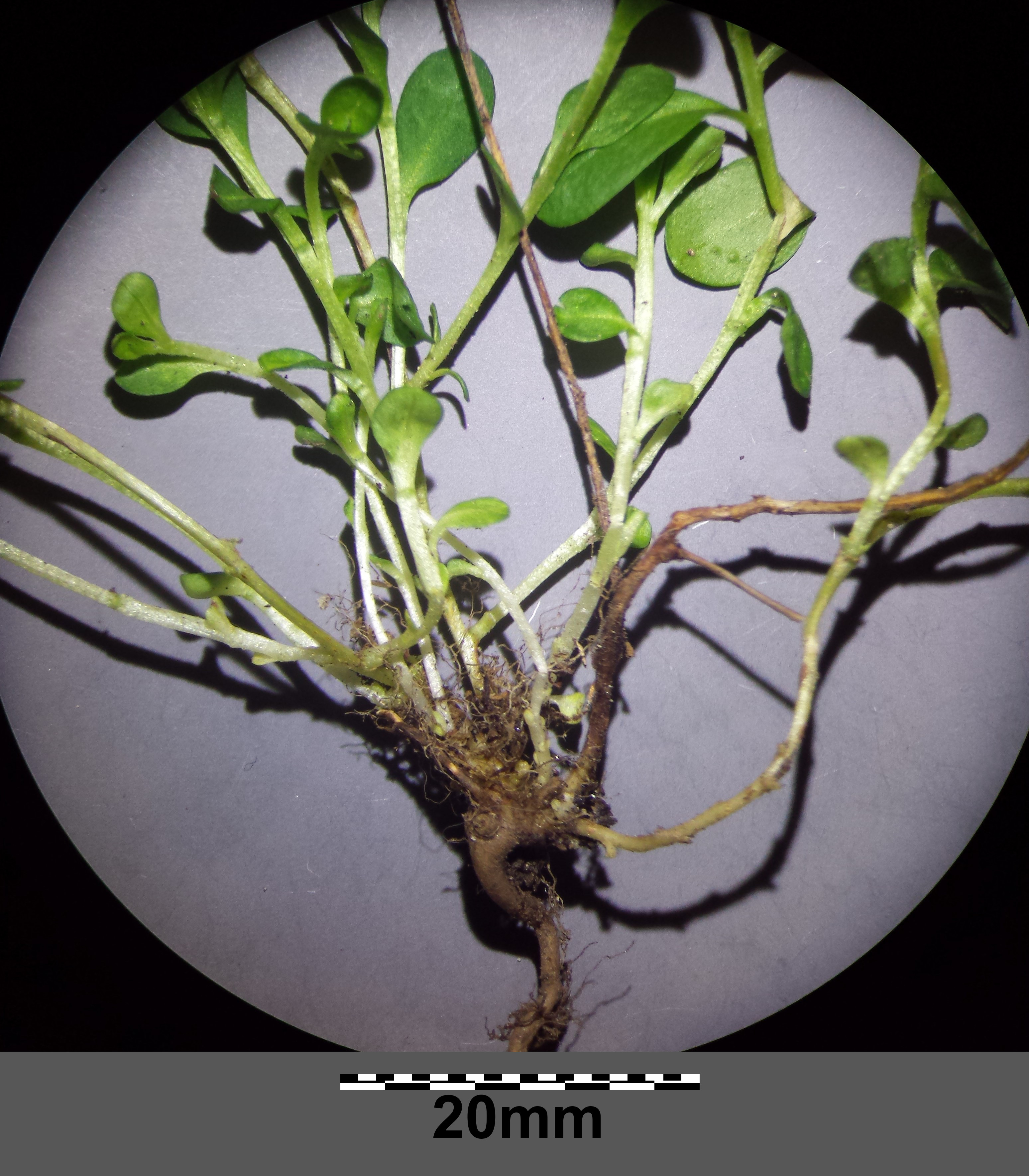
Dolna część pędu

PokrójBylina o zwykle 3–8 łodygach, drewniejących u nasady, podnoszących się lub wzniesionych, pojedynczych lub rzadko rozgałęzionych, osiągających od 15 do 30 cm (rzadko do 50 cm) wysokości. Łodygi są nagie lub z rzadkimi, w dół odgiętymi, jednokomórkowymi włoskami. Korzeń palowy, cienki.
LiścieSiedzące. Ulistnienie skrętoległe i gęste u dołu, luźniejsze w górnej części pędu. Blaszka o długości do 23 mm i szerokości do 5 mm wąsko lancetowata do lancetowatej, w dolnej części pędu liście zwykle szersze, tępe i krótsze (wąskojajowate do łopatkowatych), w górnej węższe i zaostrzone. Blaszka na brzegach często podwinięta, naga lub czasem drobno orzęsiona na brzegach.
KwiatyZebrane po 5–30 (rzadko do 40) w szczytowe kwiatostany groniaste. Są one gęste, początkowo stożkowate, w czasie owocowania wydłużają się. Na szczycie kwiatostany nie są ostre (czubate), ponieważ pączki kwiatowe są większe od krótkich przysadek. Przysadki osiągają do 2–2,5 mm długości (są dwa razy krótsze od rozwiniętych szypułek kwiatowych) i są błoniaste poza zielonkawym grzbietem. Szypułki są fioletowe, niebieskie do różowych. Kielich składa się z trzech drobnych (do 3 mm długości), wąskotrójkątnych, brunatnych lub zielonych działek i dwóch okazałych, niebieskich lub fioletowych, okrywających koronę z boków i zwanych skrzydełkami (alae). Skrzydełka są podłużnie eliptyczne, na szczycie tępe lub zaostrzone o długości od 5,6 do 9 mm (najczęściej od 6,5 do 8,5 mm) i szerokości od 3,3 do 5,6 mm. Na skrzydełkach między podłużnymi żyłkami przewodzącymi wyraźnie widoczne są liczne połączenia poprzeczne dzielące ich powierzchnię na kilka do kilkunastu poletek (oczek). Skrzydełka są na tyle duże, że w czasie owocowania okrywają w całości owoc. Korona kwiatu powstaje z trzech zrośniętych w łódeczkę płatków i jest ciemnoniebieska, rzadziej różowa lub biała. Osiąga 6–8 mm długości. Zakończona jest trzema łatkami, z których dwie boczne są całobrzegie, a środkowa na końcu pocięta jest na kilkanaście do ponad 20, rzadko ponad 30, ząbków i frędzli barwy białawej. Pręcików jest 8 w dwóch wiązkach przyrośniętych do korony. Słupek górny z jedną szyjką zakończoną dwudzielnym znamieniem.
OwoceSiedzące lub prawie siedzące, bocznie spłaszczone torebki schowane między skrzydełkami, które są 1,5 raza dłuższe od owocu. Osiągają od 4 do 6 mm długości i od 3,5 do 5 mm szerokości i zawierają po dwa nasiona. Nasiona są jajowate, owłosione i wyposażone w osnówkę. Osiągają do ok. 3 mm długości, z czego 1/3 stanowi osnówka.
Gatunki podobneOd rosnących także w Europie Środkowej – krzyżownicy gorzkiej i gorzkawej – różni się brakiem rozety przyziemnej i goryczy. Od krzyżownicy czubatej różni się brakiem czubato zakończonego kwiatostanu, a od krzyżownicy ostroskrzydełkowej tępymi na końcach i szerszymi skrzydełkami (okrywającymi w całości torebkę), kwiatostanami gęstymi i kwiatami niebieskimi (u k. ostroskrzydełkowej kwiaty są białawe lub zielonkawe i zebrane w luźne kwiatostany). W północno-zachodniej Europie podobnym gatunkiem jest Polygala serpyllifolia różniąca się jednak liśćmi naprzeciwległymi w dolnej części pędu.

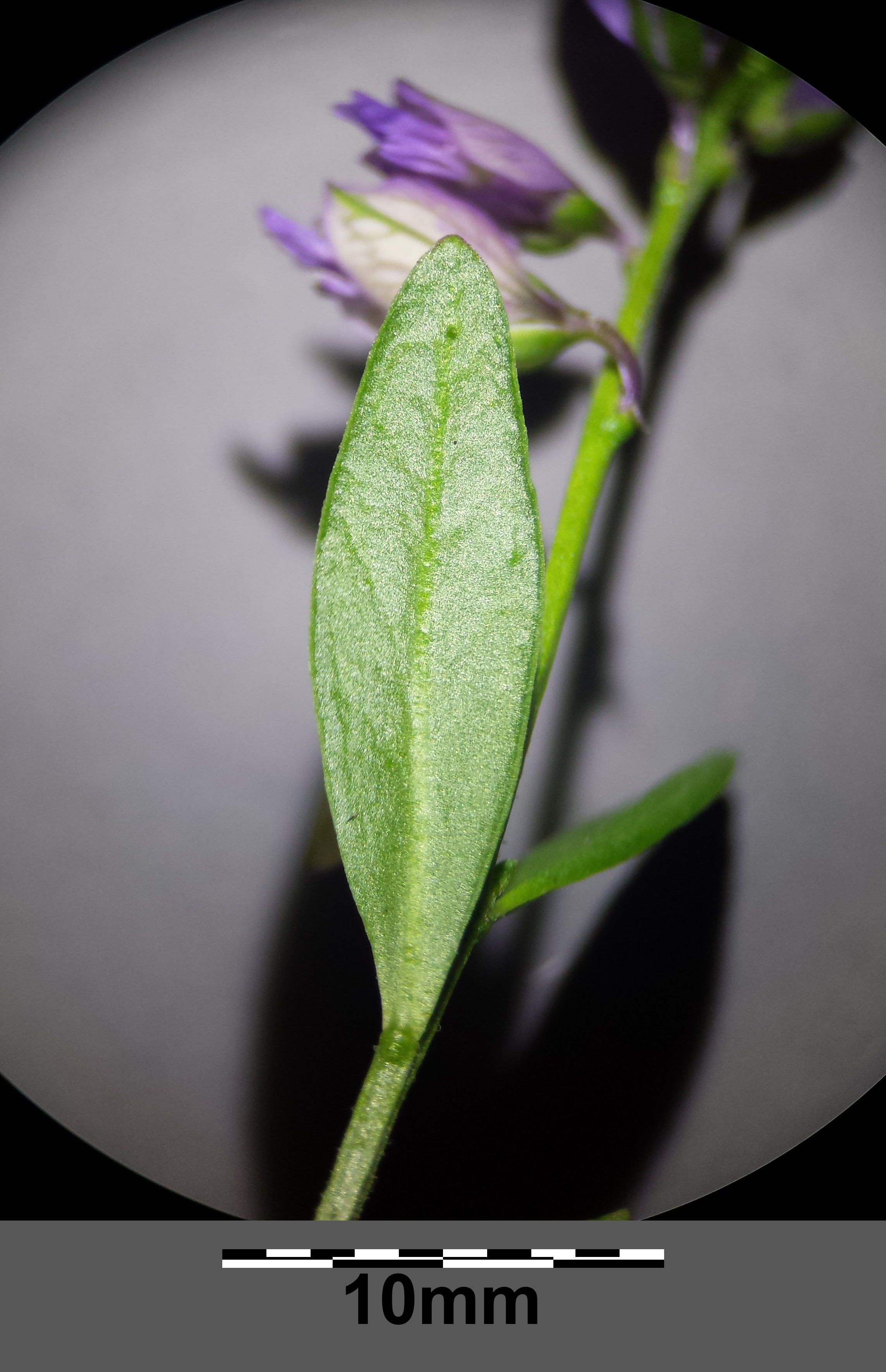
Liść
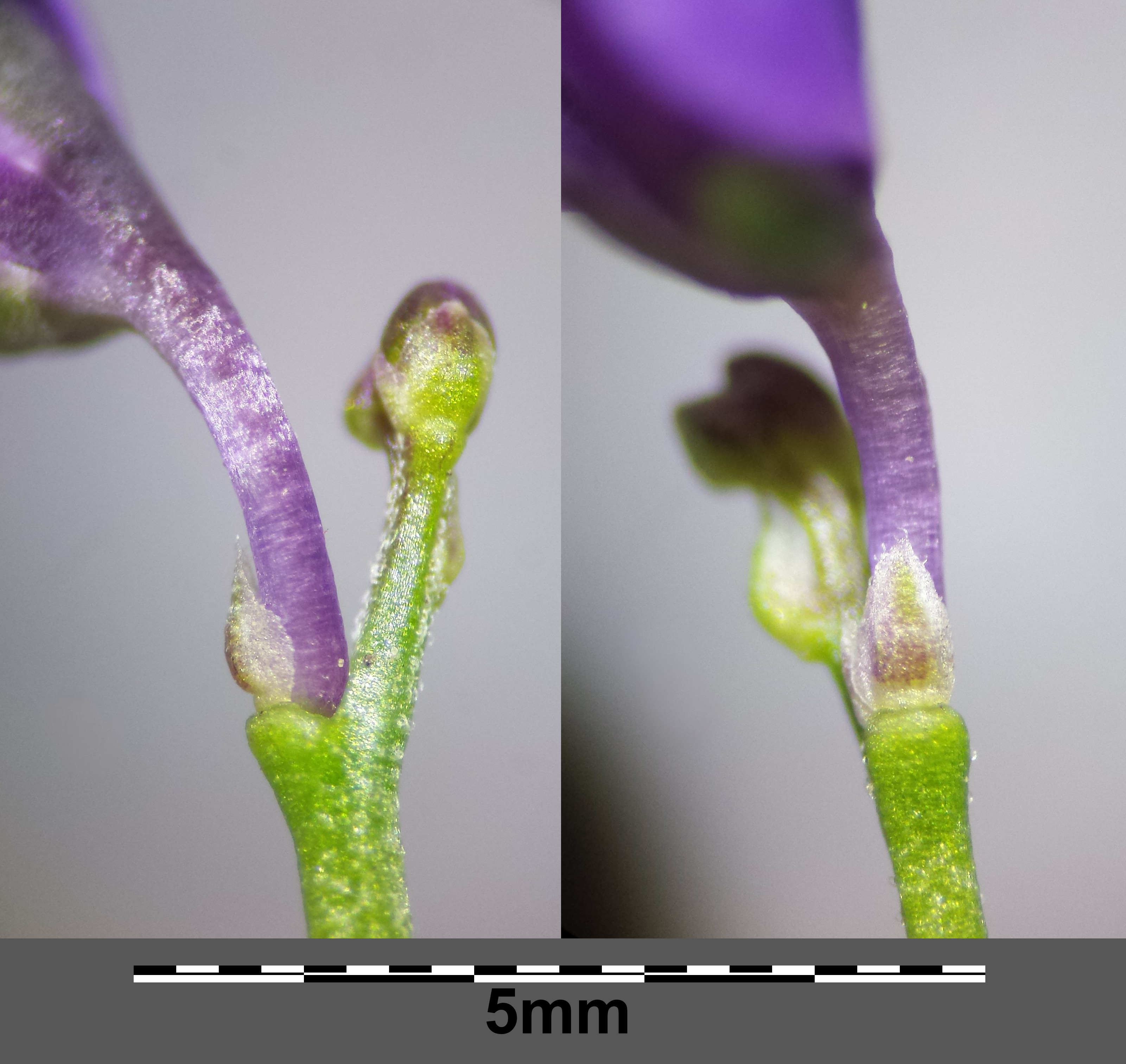
Drobna przysadka i barwna szypułka kwiatu
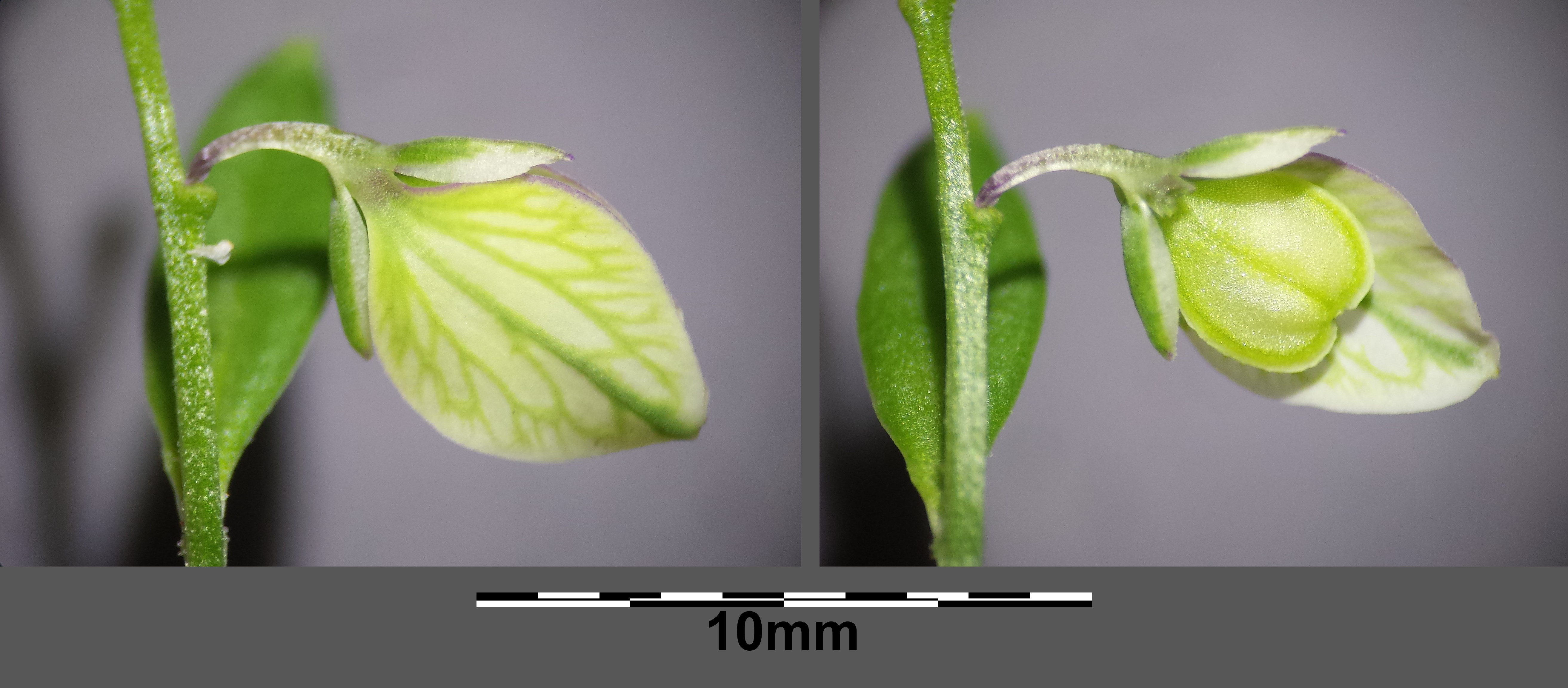
Skrzydełko okrywające owoc i ten widoczny po usunięciu skrzydełka

## Ekologia
Gatunek rośnie zwykle w niskich, trawiastych darniach na pastwiskach i łąkach, wrzosowiskach, miedzach, w zaroślach, na skrajach lasów oraz na wydmach. W klasyfikacji zbiorowisk roślinnych Europy Środkowej gatunek uznawany jest za charakterystyczny dla muraw bliźniczkowych (tzw. psiar i tłoków) z zespołu Ass. Polygalo-Nardetum oraz Calluno-Nardetum strictae. Utrzymuje się w zbiorowiskach trawiastych nienawożonych i nieużytkowanych, ew. tylko ekstensywnie wypasanych.
Na obszarach górskich rośnie do piętra regla dolnego. W Tatrach sięga do rzędnej 1235 m n.p.m., a w Beskidach Pokuckich do 1370 m n.p.m.
Rośnie zwykle na glebach świeżych lub umiarkowanie suchych, ubogich, gliniastych, piaszczystych i żwirowych. Obecność tego gatunku świadczyć ma o przynajmniej powierzchniowo kwaśnym odczynie gleby. Według niektórych źródeł gatunek nie toleruje węglanu wapnia w podłożu, ale też np. na Wyspach Brytyjskich często podawany jest z muraw na podłożu wapiennym. Nawożenie łąk i pastwisk powoduje ustępowanie tego gatunku z powodu konkurencji silniej rosnących traw i innych roślin. Ekstensywny wypas zwierząt i zgryzanie silnie rosnących traw jest istotnym warunkiem utrzymywania się tego gatunku na wydmach nadmorskich.
Liście krzyżownicy zwyczajnej są minowane przez larwy Liriomyza polygalae (miniarkowate) i bywają porażane przez Ramularia polygalae (grzyby niedoskonałe).

## Biologia
Bylina, hemikryptofit. Rośliny tego gatunku kwitną w Europie Środkowej od maja (w łagodniejszym klimacie Europy Zachodniej od kwietnia) do września. Kwiaty zapylane są przez owady, głównie pszczoły, a zwłaszcza przedstawicieli rodzaju Bombus. Dzieje się to jednak dość rzadko (zapylenie krzyżowe następuje u co najwyżej 20% kwiatów) i w większości przypadków owoce zawiązują się w wyniku samozapylenia. Nasiona dzięki wyposażeniu w odżywcze ciałka mrówcze przenoszone są przez mrówki (→ myrmekochoria). Mrówki jednak przenoszą nasiona zwykle na dystans ok. 2 m. Transport nasion na większe dystanse zdarza się za pomocą wiatru i przenoszenia na kończynach zwierząt. 
Nasiona kiełkują jesienią. Hipokotyl ma do 14 mm długości i jest nagi. Para liścieni osadzona jest na ogonkach długości do 2 mm. Liścienie są eliptyczne o nasadzie zbiegającej i zaokrąglonym wierzchołku. Osiągają do 5,5 mm długości i są nagie, czasem z nieco błoniastym brzegiem. Epikotyl osiąga do 4 mm długości i bywa pokryty wygiętymi, krótkimi włoskami. Pierwsze liście właściwe wyrastają już skrętolegle, osadzone są na bardzo krótkich ogonkach do 1 mm długości i mają do 5 mm długości. Gatunek należy do roślin wolno rosnących.
Krzyżownica zwyczajna jest tetraploidem (stanowiąc pod tym względem wyjątek wśród diploidalnych na ogół europejskich przedstawicieli rodzaju). Liczba chromosomów wynosi 2n = 28, 32, 48, 56, 68, 70.

## Zmienność i mieszańce

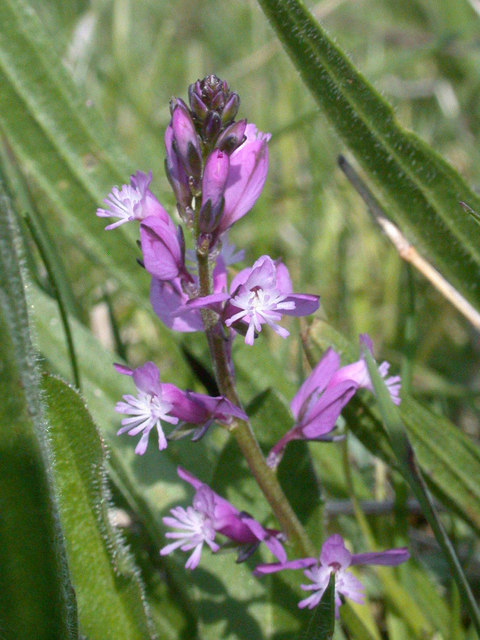
Krzyżownica zwyczajna o kwiatach różowych

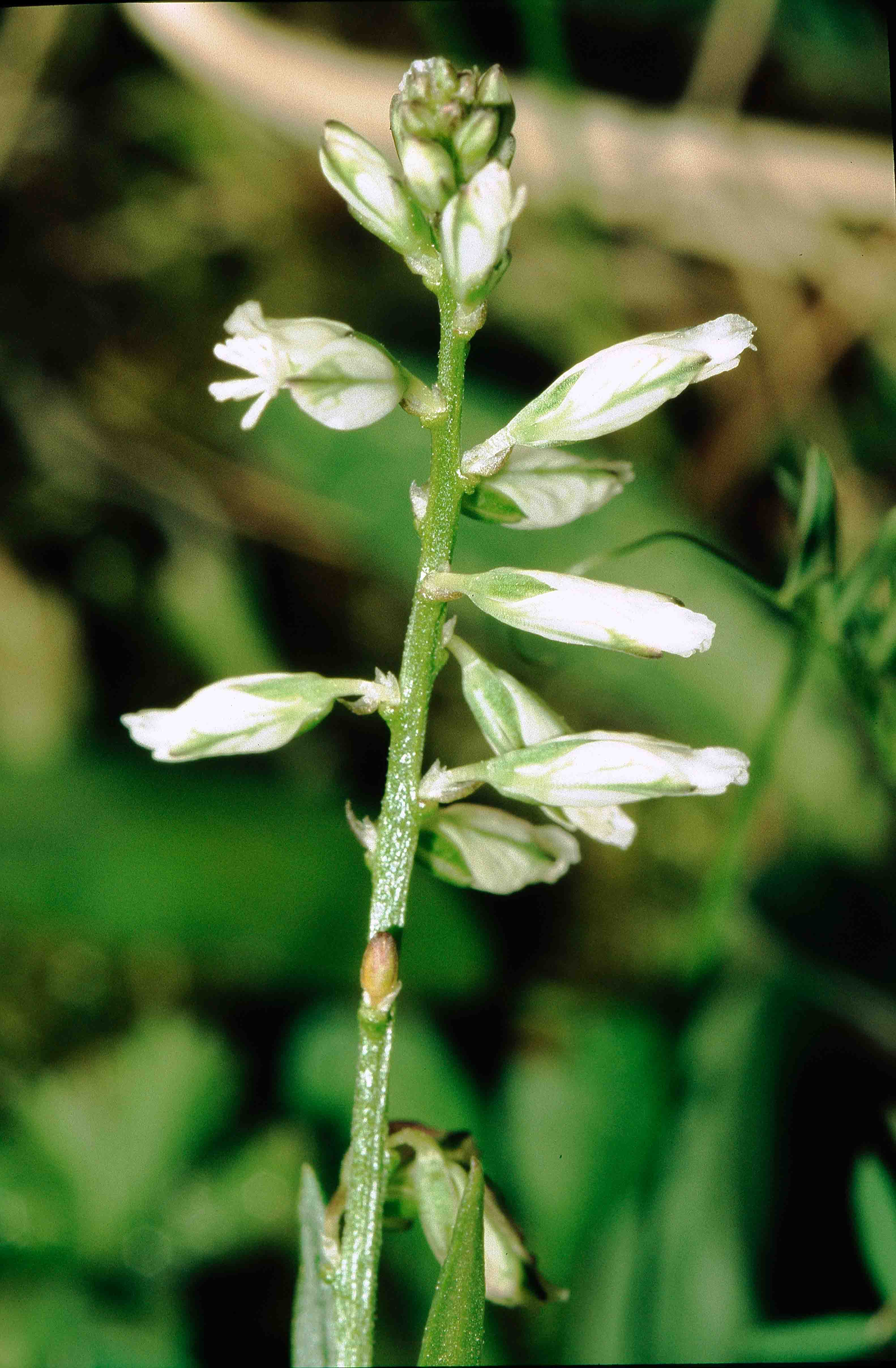
Krzyżownica ostroskrzydełkowa – podgatunek lub odrębny gatunek

Gatunek jest bardzo zmienny, ale wyróżniane podgatunki, odmiany i formy nie są wybitne, istnieją między nimi formy pośrednie i ich ranga taksonomiczna jest niewielka. W obrębie tych samych populacji występuje duża zmienność barwy kwiatów i innych cech morfologicznych. Szczególnie zmienne są populacje występujące na podłożu wapiennym, podczas gdy te związane z wilgotnymi łąkami, murawami podgórskimi czy wydmami zwykle bywają dość jednolite. 
Wyjątkiem wyraźniej odmiennym od typu jest podgatunek P. vulgaris subsp. oxyptera podnoszony także do rangi gatunku jako krzyżownica ostroskrzydełkowa P. oxyptera Rchb. oraz P. vulgaris subsp. collina.
Problematyczność rangi taksonomicznej krzyżownicy ostroskrzydełkowej wynika stąd, że na różnych obszarach jej wybitność (odmienność od formy typowej) jest różna – na terenie Polski takson ten wyodrębniany jest w randze gatunku i tu uchodzi za wyraźnie odrębny morfologicznie. Na innych obszarach (np. w Wielkiej Brytanii) występują rośliny o płynnych cechach pośrednich między formą typową i ostroskrzydełkową i tam ranga tego taksonu jest bardzo problematyczna. Według np. The Plant List i Flora of the British Isles P. oxyptera to synonim P. vulgaris.
- P. vulgaris subsp. oxyptera Lange (= P. oxyptera Rchb. krzyżownica ostroskrzydełkowa) – rośliny osiągające 15–25 cm wysokości[35], kwiaty białawe lub zielonkawe w luźnych gronach, skrzydełka lancetowate, nigdy nie szersze od owocu, ostro zakończone, długości 6–7,5 mm i szerokości 2,5 do 4 mm, podobnej długości lub nieco dłuższe od owocu[35][12];
- P. vulgaris subsp. collina (Rchb.) Borbas – podobne do subsp. oxyptera, ale rośliny do 15 cm wysokości, kwiaty nieliczne, skrzydełko o długości 4–6 mm i szerokości 2–3,5 mm – podobnej długości lub nieco krótsze od owocu[35].

Poza tym w obrębie gatunku opisywane były następujące formy:
- f. carnea Rchb. – rośliny o kwiatach różowych,
- f. albida Chod. – rośliny o kwiatach białych,
- f. trichoptera Chod. – skrzydełka na brzegu orzęsione, korona niebieska,
- f. trichopteroides Pawł. – skrzydełka na brzegu orzęsione, korona różowa,
- f. rosulata Fr. – dolne liście większe, zbliżone do siebie na podobieństwo rozety przyziemnej,
- f. turfosa Čelak. – łodygi rozesłane, liście sztywne, szerokie, w dolnej części pędu zbliżone do siebie.

Gatunek tworzy mieszańce z krzyżownicą gorzką, gorzkawą i ostroskrzydełkową (= P. ×pawlowskii Rothm.). Na Wyspach Brytyjskich miesza się także z Polygala calcarea. Mieszańce są w dużym stopniu sterylne, ale potwierdzono także zachodzenie krzyżowania wstecznego z taksonami rodzicielskimi.

## Nazewnictwo
Nazwa naukowa rodzaju Polygala nadana została rodzajowi przez Karola Linneusza za Pliniuszem Starszym, który używał nazwy polýgalon w odniesieniu do jakiejś rośliny podawanej krowom w celu zwiększenia ich mleczności (gr. polýs = liczny, gr. gála = mleko), co jak wierzono w czasie późniejszym czynić mają także krzyżownice. Nazwa ta była stosowana w odniesieniu do tych roślin już wcześniej m.in. przez Gasparda Bauhina. Nazwa gatunkowa vulgaris pochodzi od łac. słowa vulgo = rozpowszechniam i znaczy pospolity, zwyczajny. Diagnoza gatunku podana przez Linneusza jest na tyle nieprecyzyjna, że nie pozwala na ścisłe zidentyfikowanie tego gatunku. W dodatku wytypowany z jego okazów zielnikowych lektotyp okazał się należeć do innego europejskiego gatunku – krzyżownicy czubatej P. comosa. Dla uniknięcia zamieszania w taksonomii w 2013 zachowano dotychczasowe nazewnictwo i przyjęto nową, uściśloną diagnozę taksonomiczną oraz ustalono nowe lektotypy zebrane w Karpatach prezentujące P. vulgaris sensu stricto.
Do końca XIX wieku w piśmiennictwie polskim gatunek opisywany był jako: indiczka, indyczka, mlecznica, serdesznik i wyczka konicza. U Krzysztofa Kluka (1808) gatunek wymieniony jest pod nazwą „krzyżownica pospolita”. W XIX wieku pojawiać się zaczęła w użyciu nazwa „krzyżownica zwyczajna” utrwalona w pierwszym wydaniu „Roślin polskich” (1924) i później w piśmiennictwie XX wieku.

## Zastosowanie
Roślina lecznicza
Chociaż w ziołolecznictwie spośród roślin z rodzaju krzyżownica wykorzystywana szerzej jest w zasadzie tylko krzyżownica wirginijska Polygala senega, także krzyżownicy zwyczajnej przypisywane są podobne właściwości. Roślina stosowana jest jednak tylko w ziołolecznictwie ludowym. Substancją czynną są saponiny i glikozyd gaulteryna. Zielu (Herba Polygalae vulgaris) i korzeniowi przypisywane jest działanie stymulujące, wykrztuśne i moczopędne. Roślina stosowana jest także jako środek przeciwgorączkowy i przeciwgośćcowy. Na ziemiach polskich stosowano korzeń jako lek wykrztuśny, napotny i moczopędny, także przy zaparciach, gruźlicy i kolkach. Do celów leczniczych ziele pozyskiwane jest ze stanowisk naturalnych.
Z gatunku tego wyizolowano ksanton działający toksycznie na linię komórkową Lovo (rak jelita grubego).
Roślina jadalna
Liście krzyżownicy zwyczajnej wykorzystywane były jako substytut herbaty, w tym także do fałszowania herbaty zielonej.
Inne zastosowania
Pędy krzyżownicy zwyczajnej chętnie są zgryzane przez bydło domowe, zarówno zielone jak i po wyschnięciu. Wierzono, że rośliny te powodują zwiększenie mleczności krów, czego wyrazem jest nazwa naukowa nadana przez Linneusza, ale też nazwy zwyczajowe w różnych językach np. w angielskim (common milkwort), czeskim (mlečnice) czy dawniej w polskim (mlecznica).
Roślina bywa uprawiana jako ozdobna.

## Uprawa
Roślina rozmnażana jest przez wysiew nasion jesienią lub wiosną w zimnym inspekcie. Siewki sadzi się do indywidualnych pojemników i przez pierwszą zimę przechowuje w szklarni, a następnie umieszcza w miejscu docelowym po ustąpieniu ryzyka pojawienia się przymrozków (późną wiosną lub na początku lata). W okresie późnej wiosny można też pod osłoną ukorzeniać młode łodygi. Najlepiej rośnie na stanowiskach słonecznych, ew. półcienistych, na glebach nie nazbyt żyznych, przepuszczalnych, i wilgotnych przynajmniej przez większą część sezonu wegetacyjnego.